# Locomotiva kkStB 160
Le locomotive kkStB 160 costituivano un gruppo di 46 locomotive a vapore con tender, per trasporto merci, a vapore surriscaldato costruite per le ferrovie imperial-regie austriache.

## Storia
Le locomotive del gruppo austriaco 60 delle kkStB costituivano un progetto ben riuscito dell'ingegnere Karl Gölsdorf. In seguito alla promettente diffusione della tecnica di surriscaldamento del vapore vennero quindi studiate alcune varianti migliorative di aggiornamento tecnico con l'adozione di surriscaldatori Clench su 22 macchine (che costituirono la variante 60.500) e su 3 unità di surriscaldatori di tipo Pielock (variante 60.800). 
In seguito ai risultati non troppo favorevoli dei due tipi di surriscaldatori utilizzati, le KkStB decisero l'adozione del surriscaldatore di vapore tipo Schmidt sulle successive 46 locomotive costruite tra 1909 e 1910 da Wiener Neustädter Lokomotivfabrik e da BMMF, che vennero quindi a costituire il nuovo gruppo 160.
Queste locomotive si distinguevano dalle altre macchine per la presenza di un solo duomo (anziché dei due tipici della tecnica austriaca del tempo per le macchine a vapore saturo). 
Alla fine della prima guerra mondiale la maggior parte delle locomotive vennero assegnate alle ferrovie polacche e divennero le PKP Ti 16; due unità finirono in Russia e altre due in Italia; queste ultime, le unità ex-kkStB 160.37 e 45, furono reimmatricolate nel parco rotabili delle Ferrovie dello Stato, assumendo la classificazione di gruppo 605.001-002..
Le vicende relative alla seconda guerra mondiale portarono ad un nuovo rimescolamento delle immatricolazioni: buona parte fu assegnata alle DR come gruppo 54, qualcuna fu incorporata dalle ferrovie ungheresi come MÁV 330.9, altre si dispersero per vari impianti o se ne persero le tracce.

## Caratteristiche
Le locomotive del gruppo 160 avevano di massima le stesse caratteristiche meccaniche e costruttive delle 60, rodiggio 1-3-0 con tre assi di diametro 1258 mm accoppiati e carrello anteriore di guida monoassiale Adams senza dispositivi di richiamo trasversale. La caldaia invece era stata modificata nel fascio tubiero in seguito all'adozione del surriscaldatore. Era dotata di un solo duomo, anziché dei due collegati tra di loro, dal quale si dipartiva la presa di vapore per il motore. Il forno era dotato di una griglia da 2,7 m². Il motore era lo stesso 2 cilindri esterni e a doppia espansione con cilindro ad alta pressione sul lato destro e bassa pressione sul sinistro. La distribuzione, del tipo classico a cassetto piano, aveva il meccanismo di azionamento Walschaerts. Lo scarico dei fumi avveniva tramite ugello a luce variabile e sul fumaiolo era applicato il tipico parascintille tronco-conico austriaco Kobel.
Il peso in servizio era di 53,1 t, mentre quello aderente era di 43,1 t, la loro velocità massima raggiungeva i 60 km/ora.
Le locomotive erano fornite di riscaldamento a vapore per le carrozze e pertanto erano in grado di effettuare anche treni viaggiatori meno importanti. La frenatura era a vuoto sistema Hardy.
Alle locomotive era accoppiato il tender a tre assi.